# Supercomputer

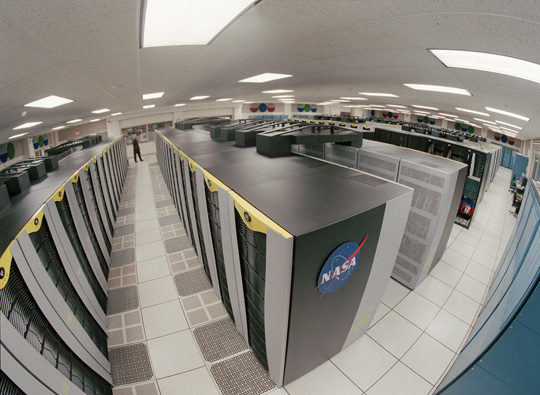
Columbia, de supercomputer (2004) van de NASA

Capaciteit in FLOPS van de grootste supercomputer over de tijd; logaritmische schaal

Een supercomputer is een computer met een buitengewoon grote bewerkingscapaciteit of rekenvermogen. Aangezien de capaciteit van (elektronische) computers sinds de invoering in de jaren veertig tot heden snel stijgt (zie wet van Moore), is de definitie van een supercomputer echter sterk aan inflatie onderhevig. De eerste supercomputers werden gebouwd in de jaren 60; een gemiddelde zakrekenmachine heeft inmiddels een grotere capaciteit. Op dit moment (2023) is de HPE Cray EX235a ontwikkeld door Hewlett Packard Enterprise de snelste supercomputer. Deze volgde op onder andere de Sequoia van IBM, de K Computer van het Japanse Fujitsu, de Tianhe-I (2010) van het National Supercomputing Center in China, de Cray XT5 Jaguar (2009) van Cray Incorporated, de IBM Roadrunner (2008) en de Blue Gene/L (2004) van IBM, die op zijn beurt werd voorgegaan door de Earth Simulator (2002) van NEC.

## Mainframe versus supercomputer
Men moet een supercomputer niet verwarren met een mainframe. Beide hebben een grote verwerkingscapaciteit, maar bij een supercomputer is die het grootst. Bij een mainframe ligt de nadruk meer op ononderbroken inzet en het bedienen van een groot aantal gebruikers. Men gebruikt een supercomputer wanneer men genoegen kan nemen met een systeem dat soms uit moet voor een servicebeurt, maar waarvan absolute topprestaties verlangd worden als het systeem in bedrijf is. Daarbij ligt de nadruk meestal op floatingpointbewerkingen. Vaak wordt een supercomputer gebruikt voor onderzoekswerk op universiteiten of technische instituten waarbij op ieder moment slechts een beperkt aantal mensen met het systeem werkt, en iedere gebruiker zijn eigen, specifieke applicatie heeft.

## Veiligheid
Een bijzonder aspect van de supercomputers is de mogelijkheid dat deze kunnen worden ingezet bij het ontwikkelen van kernwapens en encryptie- en decryptiealgoritmen. Daarom beperkt de Verenigde Staten de export van supercomputers.

## Kenmerken
Supercomputers bevatten tegenwoordig meerdere processoren. Terwijl de meeste (thuis) pc's één of twee processoren hebben, kan een supercomputer er duizenden bevatten. Deze processoren zijn met elkaar verbonden via een zeer snel intern netwerk. Veel gebruikt voor supercomputers zijn bijvoorbeeld Myrinet, Quadrics en InfiniBand. Sommige supercomputerfabrikanten, zoals Cray, ontwikkelen hun eigen netwerk. Andere veelvoorkomende kenmerken van supercomputers zijn de aanwezigheid van veel geheugen- en opslagcapaciteit. Het is ook mogelijk om een cluster van meerdere computers te laten fungeren als één supercomputer. Nu personal computers steeds krachtiger worden, kunnen ook consumenten-pc's worden gebruikt in een cluster.

## Toekomst
Tegenwoordig wordt steeds meer gebruikgemaakt van deze clusters die werken door middel van distributed computing waarbij netwerken van bijvoorbeeld normale (langzamere maar wel veel goedkopere) pc's als een grote supercomputer worden ingezet. Soms overtreft de rekensnelheid van dit soort netwerken die van de grootste 'alleenstaande' supercomputers. Het netwerk van over de hele wereld verspreid staande pc's werd voor het eerst door SETI gebruikt bij zijn speurtocht naar buitenaards leven. Met de komst van BOINC zijn naar voorbeeld van SETI ook andere instellingen gebruik gaan maken van de ongebruikte tijd van de computer (Windows, Mac, of Linux) om ziektes te genezen, de opwarming van de aarde te bestuderen, pulsars te ontdekken en vele andere vormen van onderzoek te doen.
Deze 'virtuele' netwerkcomputers worden steeds sneller en kunnen zich dikwijls goed meten met de snelste supercomputers. Sommige experts stellen dan ook dat, naarmate de netwerken waaruit Internet bestaat steeds sneller worden en alle computers langzamerhand daarmee verbonden zijn, het internet uiteindelijk als een enkele 'supercomputer' gaat functioneren. Daarmee zou het zinloos worden om nog over aparte supercomputers te spreken.
Voorlopig zal dat niet gebeuren omdat de verbindingen tussen de afzonderlijke computers via het gewone Internet nog te traag zijn. Met name de opstarttijd van verbindingen (latency) is via het gewone Internet voorlopig nog te hoog.

## Tijdslijn
| Jaar | Supercomputer                        | Hoogste snelheid | Plaats |
| ---- | ------------------------------------ | ---------------- | --- |
| 1906 | Babbage Analytical Engine, Mill      | 0,3 OPS          | RW Munro, Woodford Green, Essex, Engeland                                                                                       |
| 1928 | IBM 301                              | 1,7 OPS          | allerlei sites wereldwijd |
| 1931 | IBM Columbia Difference Tabulator    | 2,5 OPS          | Columbia University |
| 1942 | Atanasoff-Berry Computer (ABC)       | 30 OPS           | Staatsuniversiteit van Iowa, Ames, Iowa, VS                                                                                     |
| 1942 | TRE Heath Robinson                   | 200 OPS          | Bletchley Park, Bletchley, Milton Keynes, Engeland                                                                              |
| 1943 | Flowers Colossus                     | 5 kOPS           | Bletchley Park, Bletchley, Milton Keynes, Engeland                                                                              |
| 1946 | UPenn ENIAC (voor 1948+ wijzigingen) | 50 kOPS          | Aberdeen Proving Ground, Maryland, VS                                                                                           |
| 1954 | IBM NORC                             | 67 kOPS          | U.S. Naval Proving Ground, Dahlgren, Virginia, VS                                                                               |
| 1956 | MIT TX-0                             | 83 kOPS          | Massachusetts Inst. of Technology, Lexington, Massachusetts, VS                                                                 |
| 1958 | IBM SAGE                             | 400 kOPS         | 25 U.S. Air Force sites verspreid over VS en 1 site in Canada (52 computers)                                                    |
| 1960 | UNIVAC LARC                          | 500 kFLOPS       | Lawrence Livermore National Laboratory, Californië, VS                                                                          |
| 1961 | IBM 7030 "Stretch"                   | 1,2 MFLOPS       | Los Alamos National Laboratory, New Mexico, VS                                                                                  |
| 1964 | CDC 6600                             | 3 MFLOPS         | Lawrence Livermore National Laboratory, Californië, VS                                                                          |
| 1969 | CDC 7600                             | 36 MFLOPS        | Lawrence Livermore National Laboratory, Californië, VS                                                                          |
| 1974 | CDC STAR-100                         | 100 MFLOPS       | Lawrence Livermore National Laboratory, Californië, VS                                                                          |
| 1975 | Burroughs ILLIAC IV                  | 150 MFLOPS       | NASA Ames Research Center, Californië, VS                                                                                       |
| 1976 | Cray-1                               | 250 MFLOPS       | Los Alamos National Laboratory, New Mexico, VS (meer dan 80 verkocht wereldwijd)                                                |
| 1981 | CDC Cyber 205                        | 400 MFLOPS       | (allerlei sites wereldwijd) |
| 1983 | Cray X-MP/4                          | 941 MFLOPS       | Los Alamos National Laboratory; Lawrence Livermore National Laboratory; Battelle; Boeing                                        |
| 1984 | M-13                                 | 2,4 GFLOPS       | Wetenschappelijk Onderzoeksinstituut voor Computers, Moskou, Sovjet-Unie                                                        |
| 1985 | Cray-2/8                             | 3,9 GFLOPS       | Lawrence Livermore National Laboratory, Californië, VS                                                                          |
| 1989 | ETA10-G/8                            | 10,3 GFLOPS      | Florida State University, Florida, VS                                                                                           |
| 1990 | NEC SX-3/44R                         | 23,2 GFLOPS      | NEC Fuchu Plant, Fuchu, Japan                                                                                                   |
| 1993 | Thinking Machines CM-5/1024          | 65,5 GFLOPS      | Los Alamos National Laboratory; National Security Agency                                                                        |
| 1993 | Fujitsu Numerical Wind Tunnel        | 124,50 GFLOPS    | National Aerospace Laboratory, Tokio, Japan                                                                                     |
| 1993 | Intel Paragon XP/S 140               | 143,40 GFLOPS    | Sandia National Laboratories, New Mexico, VS                                                                                    |
| 1994 | Fujitsu Numerical Wind Tunnel        | 170,40 GFLOPS    | National Aerospace Laboratory, Tokio, Japan                                                                                     |
| 1996 | Hitachi SR2201/1024                  | 220,4 GFLOPS     | Universiteit van Tokio, Japan                                                                                                   |
| 1996 | Hitachi/Tsukuba CP-PACS/2048         | 368,2 GFLOPS     | Center for Computational Physics, Universiteit van Tsukuba, Tsukuba, Japan                                                      |
| 1997 | Intel ASCI Red/9152                  | 1,338 TFLOPS     | Sandia National Laboratories, New Mexico, VS                                                                                    |
| 1999 | Intel ASCI Red/9632                  | 2,3796 TFLOPS    | Sandia National Laboratories, New Mexico, VS                                                                                    |
| 2000 | IBM ASCI White                       | 7,226 TFLOPS     | Lawrence Livermore National Laboratory, Californië, VS                                                                          |
| 2002 | NEC Earth Simulator                  | 35,86 TFLOPS     | Earth Simulator Center, Yokohama-shi, Japan                                                                                     |
| 2004 | SGI Project Columbia                 | 42,7 TFLOPS      | Project Columbia, NASA Advanced Supercomputing facility, VS                                                                     |
| 2004 | IBM Blue Gene/L                      | 70,72 TFLOPS     | U.S. Department of Energy/IBM, VS                                                                                               |
| 2005 | IBM Blue Gene/L                      | 136,8 TFLOPS     | U.S. Department of Energy/U.S. National Nuclear Security Administration, Lawrence Livermore National Laboratory, Californië, VS |
| 2005 | IBM Blue Gene/L                      | 280,6 TFLOPS     | U.S. Department of Energy/U.S. National Nuclear Security Administration, Lawrence Livermore National Laboratory, Californië, VS |
| 2007 | IBM Blue Gene/L                      | 478,2 TFLOPS     | U.S. Department of Energy/U.S. National Nuclear Security Administration, Lawrence Livermore National Laboratory, Californië, VS |
| 2008 | IBM Roadrunner                       | 1026,0 TFLOPS    | U.S. Department of Energy/U.S. National Nuclear Security Administration, Lawrence Livermore National Laboratory, New Mexico, VS |
| 2009 | Cray XT5 Jaguar                      | 1759,0 TFLOPS    | Oak Ridge Leadership Computing Facility, USA                                                                                    |
| 2010 | Tianhe-I                             | 2507,0 TFLOPS    | National Supercomputing Center, Tianjin, China                                                                                  |
| 2011 | K Computer                           | 8,2 PFLOPS       | RIKEN Advanced Institute for Computational Science, Kobe, Japan                                                                 |
| 2012 | IBM Sequoia                          | 16,32 PFLOPS     | Livermore, VS |
| 2012 | Cray XK7 Titan                       | 17,6 PFLOPS      | Oak Ridge Leadership Computing Facility, USA                                                                                    |
| 2013 | Tianhe-2                             | 33,9 PFLOPS      | National University of Defense Technology, China                                                                                |
| 2016 | Sunway TaihuLight                    | 93,01 PFLOPS     | National Supercomputing Center, Wuxi, China                                                                                     |
| 2018 | Summit                               | 200 PFLOPS       | Oak Ridge National Laboratory (Tennessee) Verenigde Staten                                                                      |
| 2022 | HPE Cray EX235a                      | 1686 PFLOPS      | Hewlett Packard Enterprise |